# Prisma (schwedische Satelliten)
Prisma (Prototype Research Instruments and Space Mission technology Advancement) ist der Name einer schwedischen Satelliten-Mission. Die Mission besteht aus zwei Satelliten, die vom schwedischen Raumfahrtunternehmen Swedish Space Corporation (SSC) im Auftrag der nationalen Raumfahrtbehörde SNSB gebaut wurden, mit denen Formationsflug und Kommunikation erprobt werden soll. Ebenfalls sollen 1N Steuertriebwerke getestet werden, die den neuen Einkomponentenraketentreibstoff LMP-103S verwenden, der wesentlich weniger giftig als das bisher verwendete Hydrazin ist und dennoch einen höheren spezifischen Impuls erreicht.
Der Start beider Satelliten erfolgte zusammen mit dem französischen Sonnenforschungssatelliten Picard am 15. Juni 2010 mit einer Dnepr-Rakete vom Kosmodrom Jasny in Russland. Der kleinere und etwa 40 kg schwere Satellit (Tango) wurde vom 140 kg schweren Muttersatelliten (Mango) erst am 12. August 2010 in der Umlaufbahn getrennt. Anschließend wurden eine Reihe von Experimenten durchgeführt. Der Muttersatellit ist in allen drei Achsen steuerbar und nähert sich aktiv dem kleineren Satelliten. Dazu sind die beiden würfel- bzw. quaderförmigen Satelliten mit hoch empfindlichen Sensoren wie zum Beispiel GPS-Empfängern ausgerüstet. Die Bodenstation kommuniziert nur mit Mango, nicht mit Tango.
Ab 15. März 2011 wurde die Kontrolle der Prisma Mission für fünf Monate vom deutschen Raumfahrtkontrollzentrum in Oberpfaffenhofen übernommen.